# Marie-Claude Leburgue
Marie-Claude Leburgue (Parijs, 26 januari 1928 - Lausanne, 8 februari 1999) was een Zwitserse radiopresentatrice.

## Biografie
Marie-Claude Leburgue was een dochter van Charles Leburgue, een piloot, en van Suzanne Maubon. Na haar schooltijd in een katholieke privéschool in Parijs, vestigde ze zich in 1939 in Genève.
Leburgue studeerde er psychologie aan het Institut Rousseau en begon tezelfdertijd te werken voor de radio. In 1948 werd ze hoofd van de dienst reportages van Radio-Lausanne en in 1956 werd ze verantwoordelijke voor het nationaal nieuws. Vanaf 1963 leidde ze de dienst programmatie en public relations van de Radio romande, waar ze nadien van 1973 tot 1984 directrice was van het departement vorming en cultuur. Daarnaast was ze tussen 1953 en 1955 directrice van de redactie van de Geneefse krant Coopération.
Ze presenteerde de radioprogramma's L'aventure humaine (samen met Jean Rostand), Rendez-vous avec la cinquième Suisse en Etonnements de la philosophie (samen met Jeanne Hersch). In haar programma Réalités bepleitte ze bovendien de invoering van het vrouwenstemrecht in Zwitserland en de gelijkheid van kansen en individuele vrijheden.